# Elio D'Anna
Elio D'Anna (Napoli, 3 settembre 1946) è un cantante, flautista e educatore italiano.
Durante gli anni ottanta abbandona la musica per dedicarsi all'attività di educatore.  

## Carriera musicale
La carriera musicale di Elio D'Anna inizia nel 1968 con il gruppo The Showmen. Nel 1970 fonda il gruppo Osanna, che avrà una forte influenza nel panorama della musica progressive rock internazionale. Dal 1972 suona in diverse band e progetti musicali, tra cui gli Uno e i Nova e collabora con artisti internazionali quali Phil Collins, Narada Michael Walden, Percy Jones e Liza Strike. Negli anni ottanta la sua carriera si concentra nel ruolo di produttore e arrangiatore, collaborando con Gino Paoli, Renato Zero, Enzo Carella e Zucchero Fornaciari.

## Attività formativa
Tra gli artisti che prendono parte agli eventi da lui organizzati figurano Peter Gabriel, Sting, Bruce Springsteen, e tra gli studiosi John Kenneth Galbraith, Merton Miller, Harry M. Markowitz, Douglass C. North, Gary S. Becker, Antonio Martino, Dacia Maraini, Valerio Zanone, Vittorio Sgarbi e Salvatore Accardo. 

## Discografia

### Con gli Showmen
33 giri
- 1969 - The Showmen (RCA Italiana, PSL 10436)
- 1974 - The Showmen (Antologia) (RCA Italiana. TCL-1-1006)

45 giri
- 1967 - Credi credi in me/Basta che mi vuoi (RCA Italiana, PM 3418)
- 1967 - Un'ora sola ti vorrei/Ma perché ami il gatto? (RCA Italiana, PM 3428)
- 1968 - Non si può leggere nel cuore/Di questo amore non parlo mai (RCA Italiana, PM 3454)
- 1968 - Gloria, ricchezza e te/Voglio restare solo (RCA Italiana, PM 3468)
- 1969 - Tu sei bella come sei/Dedicato a te (RCA Italiana, PM 3483)
- 1969 - Sto cercando/Confessione (RCA Italiana, PM 3489)
- 1970 - Mi sei entrata nel cuore/Ci crederesti se... (RCA Italiana, PM 3530)
- 1971 - Catari'/Che m'è fatto (Storm, AR 4044)
- 1971 - Che succede dentro me/Che farai (Storm, AR 4045)

### Con gli Osanna
33 giri
- 1971 - L'uomo (Fonit Cetra, LPX 10)
- 1972 - Preludio tema variazioni canzona (Fonit Cetra, LPX 14)
- 1973 - Palepoli (Fonit Cetra, LPX 19)
- 1974 - Landscape of Life (Fonit Cetra, LPX 32)

45 giri
- 1971 - L'uomo/In un vecchio cieco (Fonit Cetra, SPF 31298)
- 1971 - Vado verso una meta/L'amore vincerà di nuovo (Fonit Cetra, JBF 615; promo)

### Con gli Uno
33 giri
- 1974 - Uno (Fonit Cetra, LPX 26)

45 giri
- 1974 - I cani e la volpe/Popular girl (Fonit Cetra, SPF 31312)

### Con i Nova
33 giri
- 1976 - Blink (Ariston Records, AR/LP 12300)
- 1976 - Vimana (Arista, AB 4110)
- 1977 - Wings of love (Arista, AB 4150)
- 1978 - Sun city (Arista, AB 4203)

### Produzione
- 1980 - Ha tutte le carte in regola di Gino Paoli
- 1981 - Artide Antartide di Renato Zero

### Arrangiamenti
- 1981 - Sfinge di Enzo Carella
- 1985 - Zucchero & The Randy Jackson Band di Zucchero Fornaciari